# Obersteinach SG
| SG ist das Kürzel für den Kanton St. Gallen in der Schweiz. Es wird verwendet, um Verwechslungen mit anderen Einträgen des Namens Obersteinach zu vermeiden. |

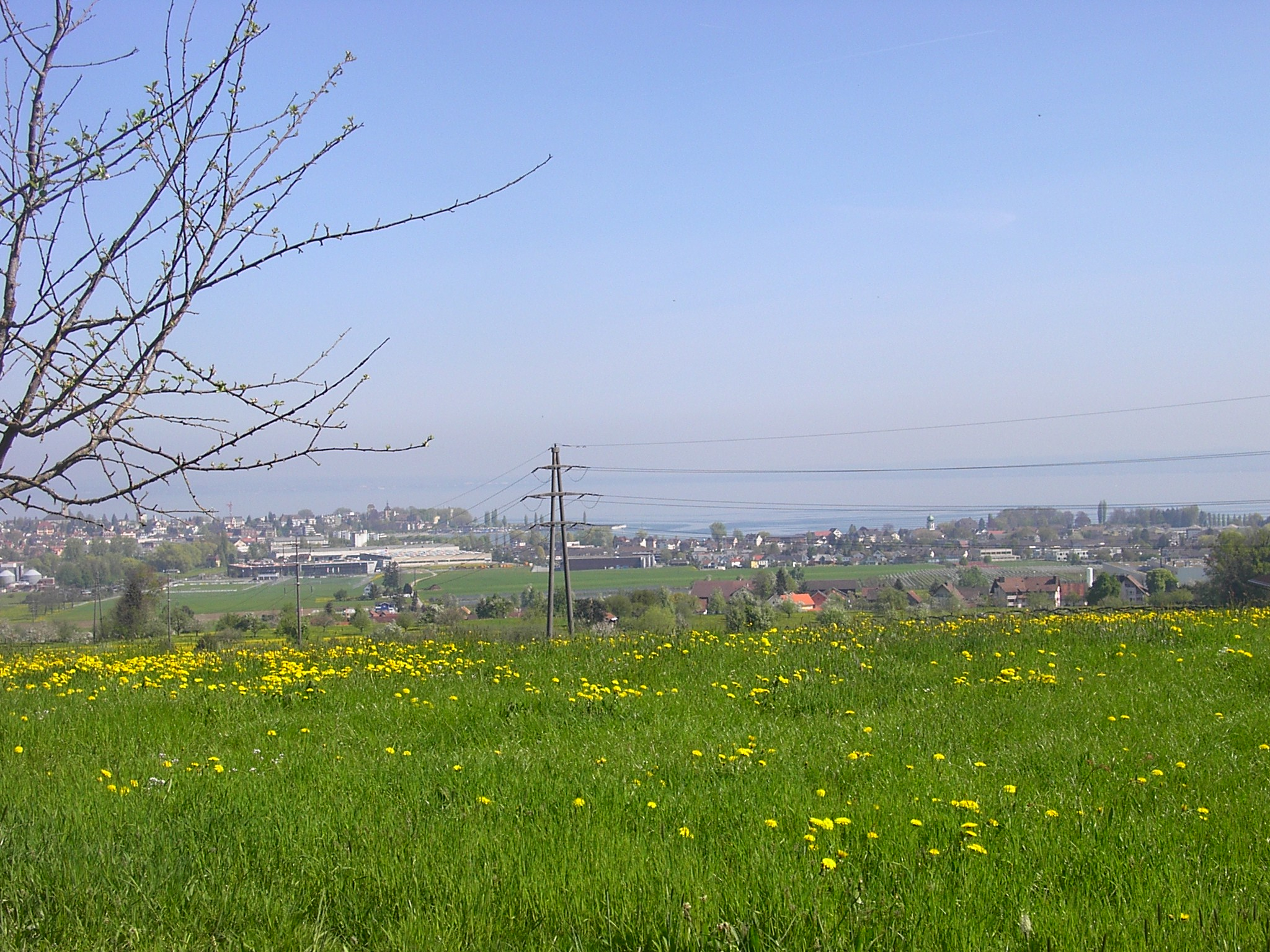
Vorne Obersteinach, dahinter Steinach am Bodensee

Obersteinach ist ein Ortsteil der Gemeinde Steinach im Süden der Gemeinde. Der Ortsteil wurde, wie auch Steinach selbst, erstmals im Jahre 757 erwähnt.
Zu Obersteinach gehören der Dorfteil südlich der Rorschacherstrasse und die drei Weiler von Steinach Engensberg, Karrersholz und Haslen.
In Obersteinach steht am Kreuzpunkt der Verbindungen Steinach (Untersteinach)–Obersteinach–Berg–Wittenbach–St. Gallen resp. Roggwil–Tübach–Rorschach eine Wegkapelle. Diese wurde 1674 von Hauptmann Andreas Gälli gestiftet.